# Nitrodihydroxybenzole
Die Nitrodihydroxybenzole bilden eine Stoffgruppe von aromatischen Verbindungen, die sich sowohl vom Phenol bzw. den Dihydroxybenzolen als auch vom Nitrobenzol ableiten. Die Struktur besteht aus einem Benzolring mit zwei angefügten Hydroxygruppen (–OH) und einer Nitrogruppe (–NO2) als Substituenten. Durch deren unterschiedliche Anordnung ergeben sich sechs Konstitutionsisomere mit der Summenformel C6H5NO4.
Eine einheitliche Namensgebung ist erschwert, da die Dihydroxybenzole keinen gemeinsamen Trivialnamen bilden. Man kann sie somit als Derivate des Brenzcatechins (2 Isomere), des Resorcins (3 Isomere) und des Hydrochinons (1 Isomer) auffassen. Umgekehrt kann man sie als Dihydroxyderivate des Nitrobenzols auffassen. Sie werden in der Regel als Nitroderivate, also Nitrodihydroxybenzole bezeichnet.
| keine GHS-Piktogramme |

| keine GHS-Piktogramme |

| Gefahrensymbol |

| keine GHS-Piktogramme |

| keine GHS-Piktogramme |

| keine GHS-Piktogramme |